# Scratch (música)
Scratch é uma técnica musical utilizada por um turntablist para produzir sons ao "arranhar" o disco de vinil para frente e para trás repetidas vezes em um toca discos para produzir sons percussivos ou rítmicos. Um crossfader de um mixer para DJ pode ser usado com dois toca discos.
Embora o scratch seja associado com o hip hop, onde emergiu na metade dos anos 1970, a partir dos anos 1990 também foi usado em estilos de rap rock, rap metal e nu metal. Na cultura hip hop, o scratch é uma das medidas das habilidades de um DJ. DJs competem entre si em campeonatos do DMC e da IDA (International DJ Association, anteriormente conhecida como ITF (International Turntablist Federation). Nas competições de scratch, DJs podem usar apenas equipamentos apropriados (toca discos, mixer, sistemas digitais de vinil ou apenas discos de vinil). Nas  gravações de hip-hop, os DJs fazem o scratch em "hooks" (riffs ou trechos).

## História

### Precursores
Uma forma rudimentar de manipulação de toca-discos que é relacionada com o scratch foi desenvolvida no final dos anos 1940 por radialistas de programas musicais, DJs ou produtores dos programas de rádio que executavam sua própria operação técnica como operadores de consoles de áudios. Era conhecido como "back-cueing" e era usado para encontrar o começo de uma música (i.e., ponto de início) em um disco de vinil. Isso era feito para permitir que o operador segurasse o disco (girasse o disco ou o prato giratório no sentido anti-horário) para permitir a ativação do prato giratório e chegasse à velocidade real sem estragar as primeiras partes da música com uma reprodução incorreta e estranhamente lenta. Isto permitia que o radialista tivesse tempo de fazer seus comentários e soltar o disco no momento desejado.
O back cueing era uma habilidade básica que todos da equipe de produção da rádio precisava aprender e sua dinâmica era exclusiva da marca de toca-discos profissional usados em uma estação de rádio. Os pratos mais antigos, maiores e mais pesados precisavam de uma rotação de 180 graus para trás para permitir a velocidade máxima; alguns dos modelos mais recentes da década de 1950 usavam pratos de alumínio e tapetes de borracha que exigiam um terço de uma rotação ou menos para atingir a velocidade máxima quando a música começava. Tudo isso foi feito para apresentar no ar um programa de música com o mínimo de silêncio ("dead air") entre as músicas, a fala do radialista e os comerciais. A lógica era que qualquer momento de silêncio em uma estação de rádio provavelmente levaria um ouvinte a mudar de estação, então os anunciantes e diretores do programa instruíam DJs e anunciantes a fornecer um fluxo contínuo de som - da música ao radialista e ao comercial pré-gravado, do "jingle" (a canção tema da estação) e então imediatamente de volta para a música.
O back-cueing era uma função chave para o fluxo contínuo de música. O pessoal do rádio exigia equipamentos robustos e os fabricantes desenvolveram braços  especiais, cápsulas, agulhas e toca-discos leves para atender a essas demandas.

### Turntablism

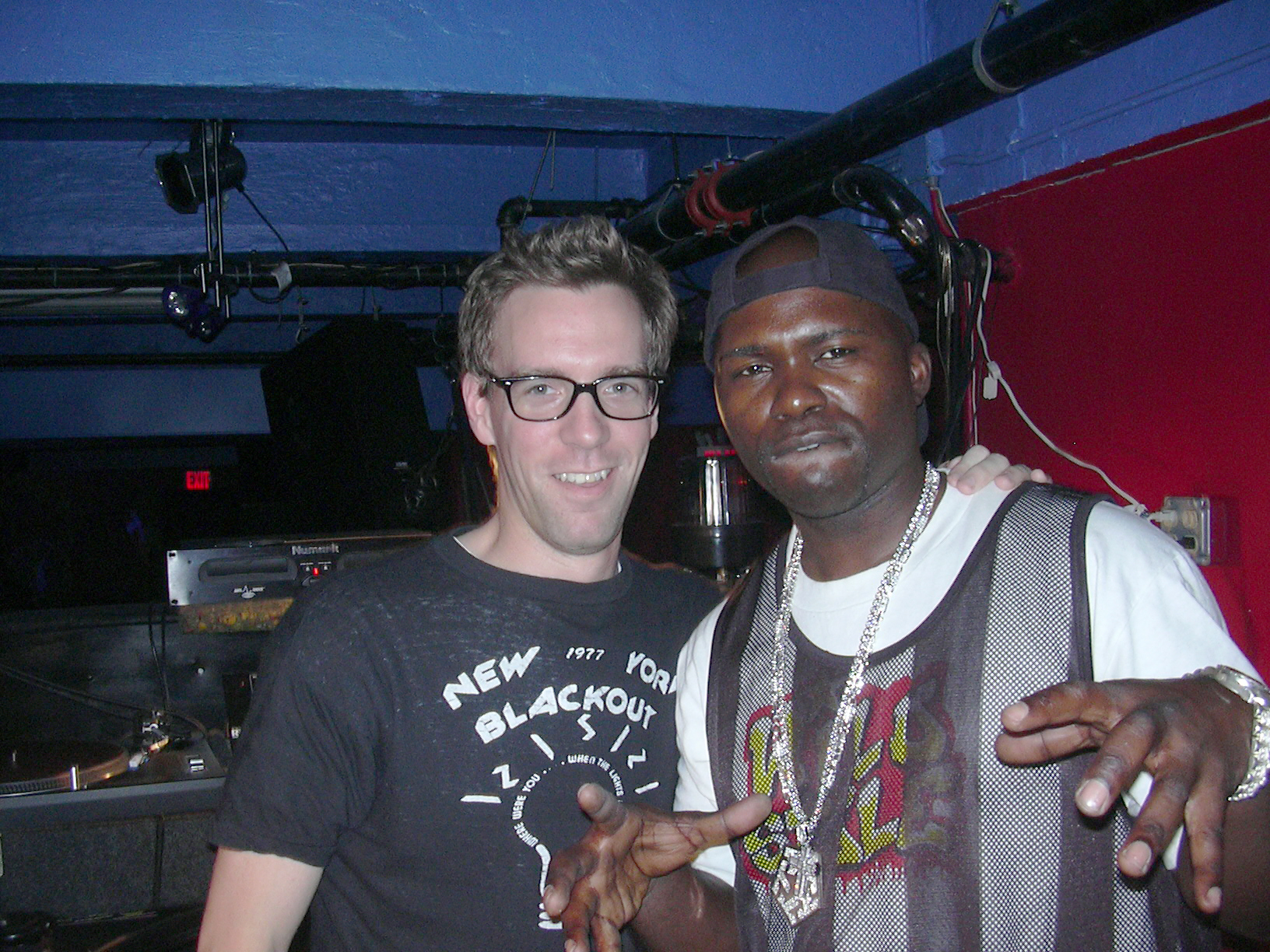
No início dos anos 1970 em South Bronx, um jovem DJ adolescente chamado "Grand Wizzard Theodore" (à direita) inventou a técnica do "DJ scratch". Outros DJs, como Grandmaster Flash, levou a técnica a outros níveis

As técnicas modernas de scratch se tornaram possíveis graças à invenção dos toca-discos com tecnologia de "prato com acionamento direto" ou direct-drive turntables, que levou ao surgimento do turntablism. Os primeiros toca-discos com acionamento direto não eram feitas para o scratch, tinham um tempo de inicialização lento e eram propensos a desgaste e quebra, pois a correia poderia quebrar ao voltar o prato para trás ou fazer o scratch. O primeiro toca-discos direct-drive foi inventado por Shuichi Obata, engenheiro da Matsushita (agora Panasonic), baseada em  Osaka, Japão. Ele eliminava as correias e, ao contrário, empregava um motor para acionar o prato onde o disco repousa. Em 1969, Matsushita lançou a SP-10, o primeiro toca-discos direct-drive do mercado, e o primeiro de sua influente série de toca-discos da marca  Technics.
Nos anos 1970, os músicos de hip hop e DJs de clubes começaram a usar este equipamento especializado de toca-discos para mover o disco para frente e para trás, criando sons e efeitos percussivos–"o scratch"–para entreter o público da pista de dança. Enquanto os DJs de rádio das décadas de 1940 e 1960 usavam back-cueing enquanto ouviam os sons pelos fones de ouvido, sem que a plateia ouvisse, com o scratch, o DJ intencionalmente permitia que a plateia ouvisse os sons que estava sendo criados ao manipular o discos no toca-discos, direcionando a saída dos toca-discos para um sistema de sonorização, assim o público podia ouvir os sons. O scratch foi desenvolvido pelos primeiros DJs de hip hop de Nova Iorque tais como Grand Wizard Theodore, que descreveu o scratch como "nada além do que o back-cueing que você ouve em seu ouvido antes de mostrar [o som gravado] para a multidão." Ele desenvolveu a técnica enquanto fazia experimentações com a Technics SL-1200, um toca-discos direct-drive lançadoo pela Matsushita em 1972, quando descobriu que o motor poderia continuar girando na correta RPM mesmo se o DJ mexesse o disco para frente e para trás no prato. Afrika Bambaataa fez uma descoberta similar com a SL-1200 nos anos 1970. A Technics SL-1200 se tornaria o mais usado toca-discos nas próximas décadas.
Kool Herc, DJ de origem jamaicana, que imigrou para Nova Iorque, influenciou o desenvolvimento inicial do scratch. Kool Herc desenvolveu o break-beat, quando os breaks de canções funk—sendo a parte mais dançável, contém percussão—eram isolados e repetidos para o dançarinos presentes nas festas. Herc foi incluenciado pela música dub jamaicana, e desenvolveu suas técnicas nos toca-discos usando a Technics SL-1100, devido ao seu forte motor, durabilidade e fidelidade.
Embora artistas anteriores como o escritor e poeta William S. Burroughs tinha experimentado a ideia de manipular um tape deck de rolo manualmente para fazer sons, como em sua gravação dos anos 1950, "Sound Piece", o scratch em vinil como elemento do hip-hop foi pioneiro na ideia de tornar o som parte integrante e rítmica da música, em vez de um ruído descontrolado. O scratch está relacionado com o "scrubbing" (em termos de edição de áudio e produção) quando as bobinas de um tape deck de rolo (tipicamente uma fita magnética de áudio de 1/4) são gentilmente rotacionadas para frente e para trás enquanto a cabeça de reprodução estiver amplificada, para isolar um ponto específico da fita em que um "corte" de edição deve ser feito. A partir dos anos 2010, tanto o scratch quando o scrubbing podem ser executados em digital audio workstations (DAWs) que são equipados com estas técnicas.
Christian Marclay foi um dos primeiros músicos a usar o scratch fora do hip-hop. Em meados dos anos 1970, Marclay usou discos de vinis e toca-discos como um instrumento musical e assim criar colagens sonoras. Ele desenvolveu seus sons independentemente dos DJs de hip-hop. Embora seja pouco conhecido do público, Marclay tem sido descrito como "o mais influente turntablista fora do hip hop"
e o "inventor involuntário do turntablism."
Em 1981 Grandmaster Flash lançou a canção "The Adventures of Grandmaster Flash on the Wheels of Steel" que é notável pelo uso de várias técnicas de scratch. Foi a primeira gravação comercial produzida inteiramente com toa-discos. Em 1982, Malcolm McLaren & the World's Famous Supreme Team lançaram o single "Buffalo Gals", justapondo extensos scratches de falas da chamada square dance, e, em 1983, o EP, D'ya Like Scratchin'?, que foi inteiramente focado no scratch. Outro disco de 1983 que destacava o scratch foi o single vencedor do Grammy Award, "Rockit" de Herbie Hancock. Estão canção foi apresentada ao vivo na edição de 1984 dos Grammy Awards e no filme documentário Scratch, o desempenho é citado por muitos DJs da década de 1980 como sua primeira exposição ao scratch. As coletâneas "Street Sounds Electro" que começaram em 1983 são notáveis por concentrar alguns dos primeiros exemplos de scratches. Outro disco foi "For A Few Dollars More" da banda de Bill Laswell-Michael Beinhorn, Material, lançado em single no Japão e contendo performance de Grand Mixer DXT, outro pioneiro do scratch.

## Técnicas básicas

### Discos de vinil
A maioria dos scratches são produzidos girando um disco de vinil em um toca-discos rapidamente para frente e para trás com a agulha no ponto desejado do disco. Isto produz o o som distinto que se tornou uma das características mais reconhecíveis do hip-hop.
Os equipamentos básicos para o scratch inclui dois toca-discos e um mixer para DJ, com um crossfader e "cue buttons" para que o DJ ache rapidamente o próximo som em seus fones de ouvido sem que a plateia escute o som. Quando fazendo o scratch, este crossfader é utilizado em conjunto com a mão do scatch que está manipulando o prato. A mão que está manipulando o crossfader é usada para abrir e fechar o som do disco.

### Sistemas de vinil digital
Usar um software para emulação de vinil consiste em tocar em discos de vinil em toca-discos cujo conteúdo é um sinal timecode ao invés de um disco real de música.
1. As saídas de áudio dos toca-discos são conectadas nas entradas de uma interface de áudio.
2. A interface de áudio digitaliza o sinal timecode dos toca-discos e a transfere para o software no computador do DJ.
3. O software do DJ usa estes dados (e.g., quão rápido o prato está girando) para determinar o status de reprodução, velocidade e som do scratch dos toca-discos, etc., e duplica esses efeitos nos arquivos de áudio digital ou nas faixas do computador que o DJ está usando.
4. Ao manipular os pratos, os controles de velocidade e outros elementos do toca-discos, o DJ controla como o computador reproduz o áudio digitalizado e, portanto, pode produzir "scratches" e outros efeitos do turntablism nas canções que existem como arquivos de áudio ou faixas no computador.

Não existe um único padrão de software para emulação de vinil, de modo que cada forma de software de DJ tem suas próprias configurações. Alguns softwares de DJ comos o Traktor Scratch Pro ou o Serato Scratch Live suporta apenas a interface de áudio vendida com o software, exigindo várias interfaces para que um computador execute vários programas.
Alguns sistemas de vinil digital inclui:
- Traktor Scratch Pro
- Cross DVS
- Virtual DJ Pro
- Serato Scratch Live
- M-Audio Torq
- Deckadance
- Xwax

### Scratch sem vinil
Enquanto alguns turntablists considerem o vinil como a verdadeira mídia para o scratch, existem outras formas de conseguir o scratch, tais como:
- CD players especializados para DJs com jog wheels, permitindo ao DJ manipular um CD como se fosse um disco de vinil, tornaram-se amplamente disponíveis nos anos 2000.
- Software de emulação de vinil permite que um DJ manipule a reprodução de arquivos de música digital em um computador através de um controle para DJ (geralmente MIDI ou controladora. DJs pode fazer o scratch, beatmatch e outras técnicas que não podem ser conseguidas com teclados e mouses convencionais. Software especializados para DJs incluem Traktor Pro, Mixxx, Serato Scratch Live & Itch, Virtual DJ, M-Audio Torq, DJay, Deckadance, Cross.
- DJs também usam fitas magnéticas, tais como fitas cassetes ou tapes deck de rolo para mixar e scratch. DJs especiaizados em fitas são raros mas Ruthless Ramsey[14] nos EUA, Tj Scratchavite[15] na Itália e Mr. Tape[16] na Letônia usam exclusivamente fitas para suas performances.

## Sons
Sons que são frequentemente usados no scratch incluem batidas de bateria, stabs de instrumentos de sopro, samples de falas e vocais de outras cançõess. Qualquer som gravado em vinil pode ser usado e CD players especializados permitem que o DJ faça scratches em materiais que não foram lançados em vinil, mas também samples de gravações de sons da TV ou filmes. Alguns DJs e colecionadores anônimos lançam singles chamados "discos de batalha" que incluem sons de propagandas, jogos eletrônicos e outros materiais raros. Os mais reconhecidos samples usados para o scratch são as palavras "Ahh" e  "Fresh", originários da canção "Change the Beat" de Fab 5 Freddy, usados em milhares de gravações.
Existem muitas técnicas de scratch, que diferem em como os movimentos do discos são combinados com a abertura e fechamento do crossfader (ou outro tipo de fader, onde "abrir" significa que o sinal é audível e "fechado" significa que o sinal é inaudível). Esta terminologia não é única; a discussão a seguir, entretanto, é consistente com a terminologia usada pelo DJ Qbert em seu DVD Do It Yourself Scratching.

### Ténicas sofisticadas
- Baby scratch - A mais simples forma de scratch; se consegue apenas com a mão no disco, movendo o disco para frente e para trás num movimento contínuo enquanto o crossfader está na posição aberta.
- Forward and backward scratch - O forward scratch, também chamado de scrubbing, é um baby scratch onde o crossfader é fechado durante o movimento do disco para trás. Se o disco é solto ao invés de ser empurrado para frente pe também chamado de "release scratch".
- Tear scratch
- Scribble scratch - O scribble scratch é feito movendo o disco rapidamente para frente e para trás. O crossfader não é usado.
- Chirp scratch
- Hydrophonic scratch
- Transformer scratch
- Flare scratch
- Crab scratch
- Twiddle scratch
- Orbit scratch
- Tweak scratch
- Euro scratch

## Campeonatos
Dentro da cultura hip hop, scratching é uma das medidas de habilidades de um DJ. Por isso, existem campeonatos, como o DMC World Championship DJ e o IDA (International DJ Association).